# Joseph Van Ingelgem
Joseph "Jos" Van Ingelgem (Jette, 23 januari 1912 - ?, 29 mei 1989) was een Belgisch voetballer die speelde als middenvelder en later als verdediger. Hij voetbalde in de Eerste klasse bij Daring Club Brussel en speelde 11 interlandwedstrijden met het Belgisch voetbalelftal.

## Loopbaan
Van Ingelgem debuteerde als middenvelder in 1929 in het eerste elftal van Daring Club Brussel en verwierf er al spoedig een basisplaats. Van Ingelgem werd met de ploeg tweemaal landskampioen (1936 en 1937) en maakte in 1935 deel uit van de ploeg die erin slaagde om de ononderbroken reeks van 60 ongeslagen wedstrijden van Union Sint-Gillis te stoppen. In 1939 degradeerde de ploeg echter naar Tweede klasse wegens een poging tot omkoping van een speler van Union. Van Ingelgem bleef er nog voetballen tot in 1942 en zette toen een punt achter zijn spelersloopbaan op het hoogste niveau. In totaal speelde Van Ingelgem 228 wedstrijden in Eerste klasse en scoorde hierbij 21 doelpunten.
Tussen 1932 en 1934 speelde Van Ingelgem 11 wedstrijden met het Belgisch voetbalelftal. Hij maakte deel uit van de voorselectie van het elftal dat deelnam aan het Wereldkampioenschap voetbal 1934 in Italië maar speelde er geen wedstrijden.